# باشگاه فوتبال گولدکوست یونایتد
باشگاه فوتبال گولد کوست یونایتد (به انگلیسی: Gold Coast United Football Club) یک باشگاه فوتبال استرالیایی بود . تاریخ تأسیس این باشگاه۲۸ اوت۲۰۰۸ بوده و در شهر کوئینزلند در استرالیا قرار داشت. این باشگاه در ای-لیگ بازی می‌کرد. باشگاه فوتبال گولدکوست یونایتد در سال ۲۰۱۲ منحل شد.

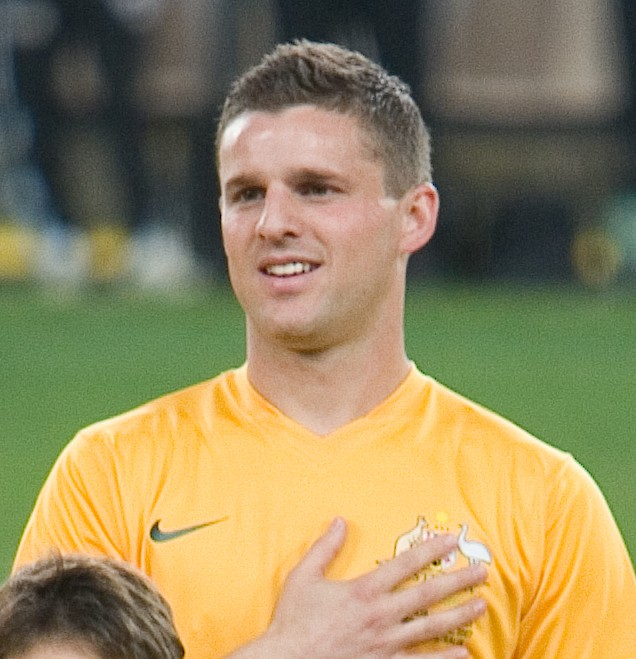
جیسون کولینا ملی پوش استرالیایی این تیم

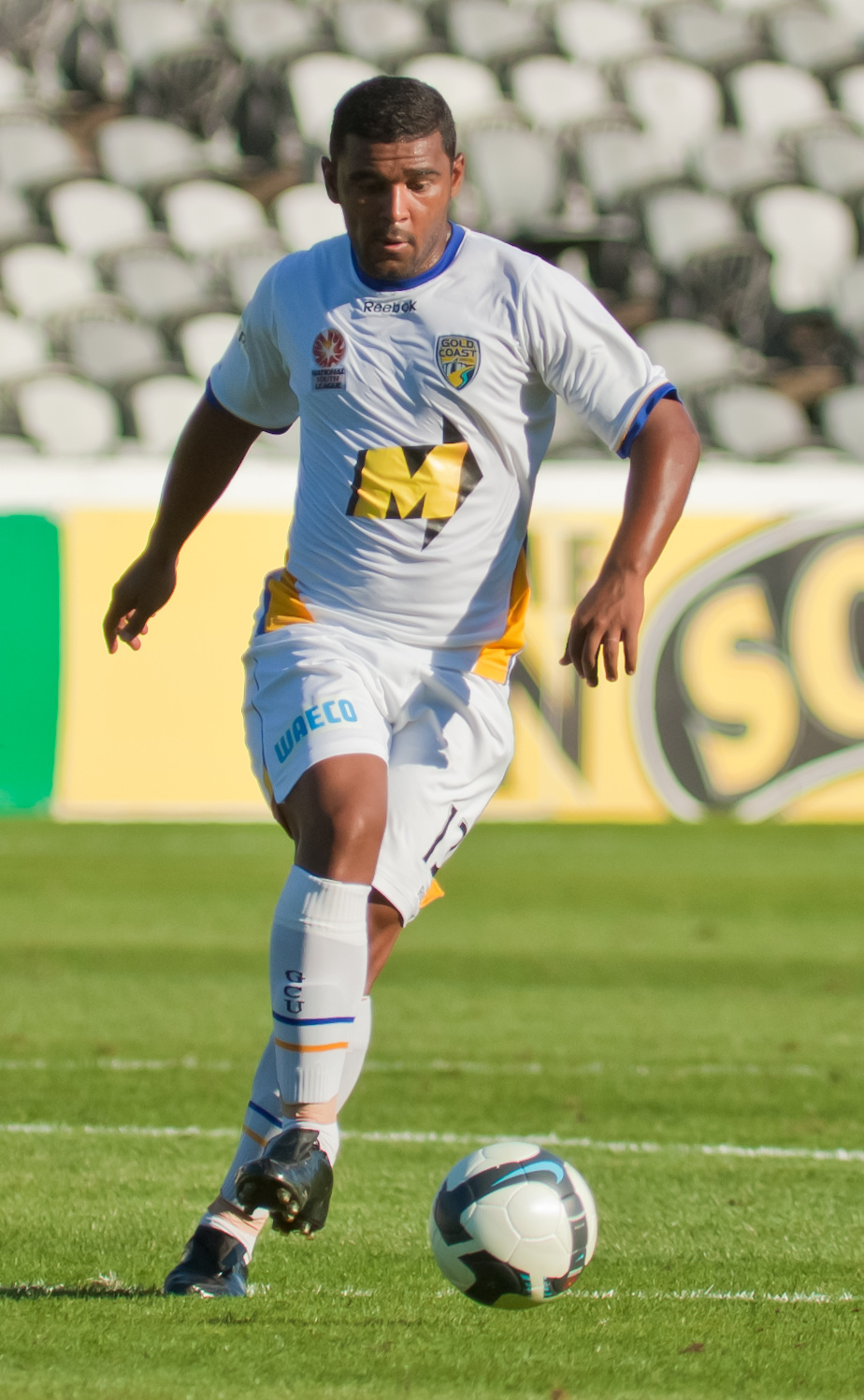
رابسون ستاره برزیلی